# جیمز لاف
جیمز لاف (انگلیسی: James Lauf؛ زادهٔ ۱ نوامبر ۱۹۲۷) دوچرخه‌سوار اهل ایالات متحده آمریکا است. وی در بازی‌های المپیک تابستانی ۱۹۵۲ شرکت کرده است.